# Engelberg
Engelberg (toponimo tedesco) è un comune svizzero di 4 380 abitanti abitanti del Canton Obvaldo.

## Geografia fisica
Il territorio di Engelberg si estende nell'alta valle del fiume Aa di Engelberg, tra i monti Ruchstock e Titlis; costituisce un'enclave del Canton Osvaldo situata tra i cantoni Berna, Nidvaldo e Uri.

## Storia
Tra il 1803 e il 1815 Engelberg ha fatto parte del Canton Nidvaldo; il comune politico è stato istituito nel 1850.

## Monumenti e luoghi d'interesse
- Abbazia di Engelberg, fondata nel 1120 da Konrad von Sellenbüren e ricostruita nel 1737-1745[4];
- Cappella cattolica della Santa Croce in località Grafenort, eretta nel 1547 da Heinrich Stulz e ricostruita nel 1689 da Caspar Moosbrugger, con arredamento scultoreo di Christoph Städelin[5];
- Casa padronale dell'abate dell'abate di Engelberg in località Grafenort, costruita nel 1690 e dal 1995 sede della fondazione Lebensraum Gebirge[5].

## Società

### Evoluzione demografica
L'evoluzione demografica è riportata nella seguente tabella:
Abitanti censiti

## Geografia antropica

### Frazioni
Le frazioni di Engelberg sono:
- Grafenort[5]
- Mülibrunnen
- Niederberg
- Oberberg
- Obermatt
- Schwand

## Economia

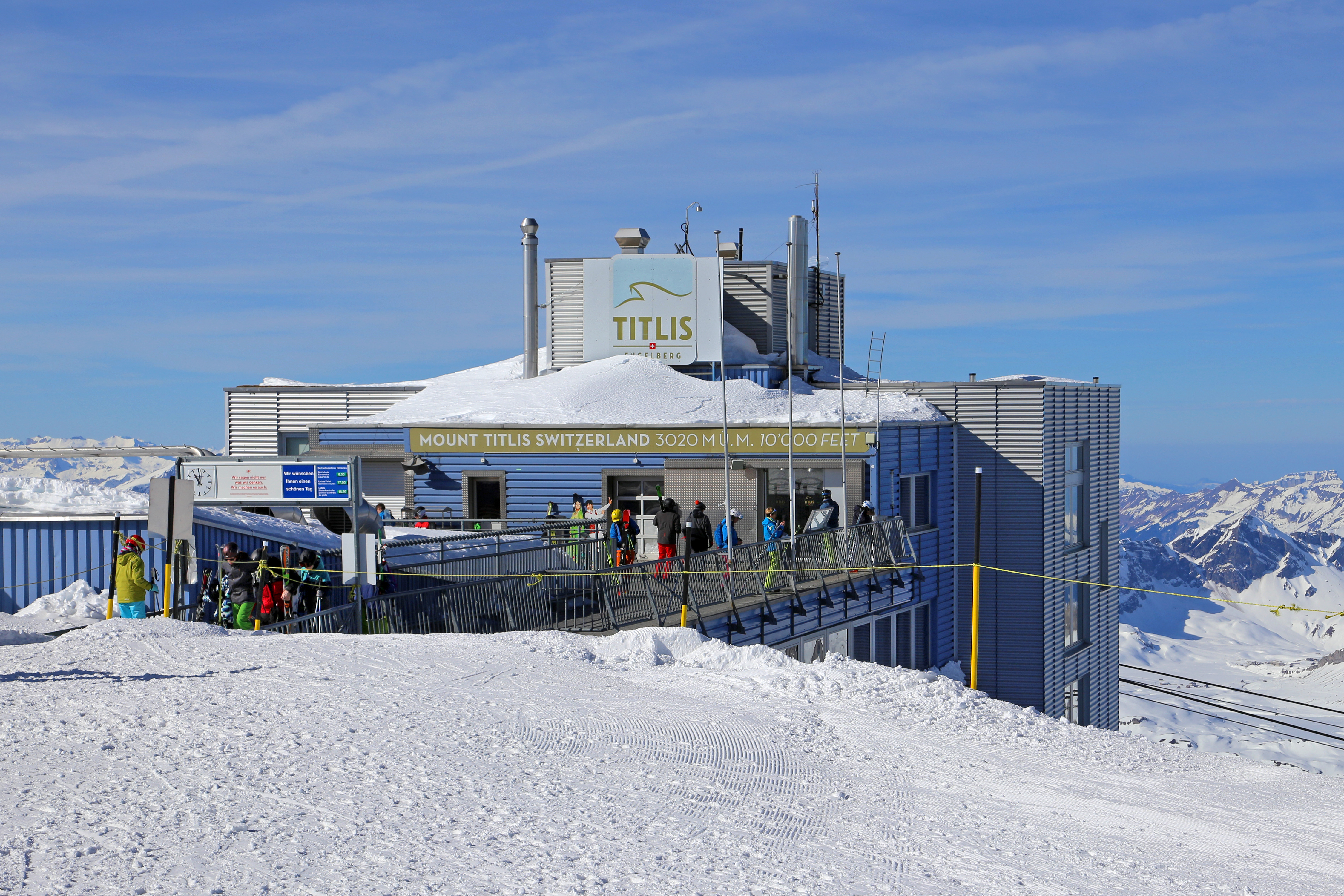
La funivia Engelberg-Trübsee-Titlis

L'economia locale si basa prevalentemente sul turismo: Engelberg è una località di villeggiatura sviluppatasi a partire dagli anni 1850 (stazione climatica) ed ampliatasi tra la fine del XIX secolo (escursionismo) e i primi anni del XX secolo (sport invernali). Nel 1913 furono aperte la funicolare Engelberg-Gerschnialp e la pista di bob di Gerschnialp; la stazione sciistica del monte Titlis è raggiungibile da una funivia aperta nel 1927 (fino al Trübsee) ed estesa nel 1965 e nel 1967 (fino al Kleintitlis).

## Infrastrutture e trasporti

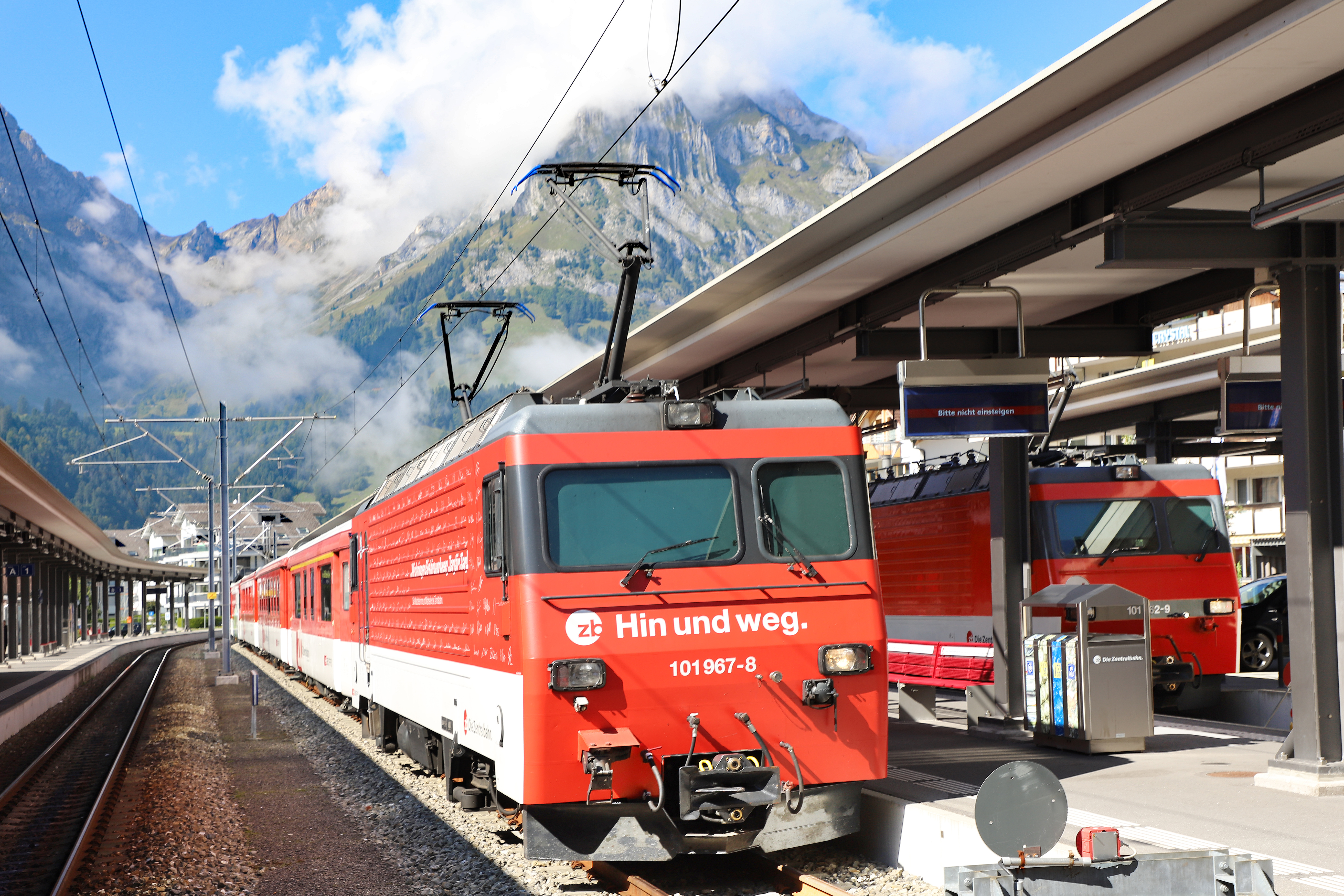
La stazione di Engelberg

La stazione di Engelberg è il capolinea ferrovia Lucerna-Stans-Engelberg, che si sviluppa in parte a cremagliera; sul territorio comunale sorgono inoltre le stazioni di Grafenort, di Mettlen, di Fangboden, di Obermatt ZB, di Grünenwald, di Brunni e di Ghärst. Il passo Jochpass collega Engelberg a Innertkirchen, nel Canton Berna.

## Sport

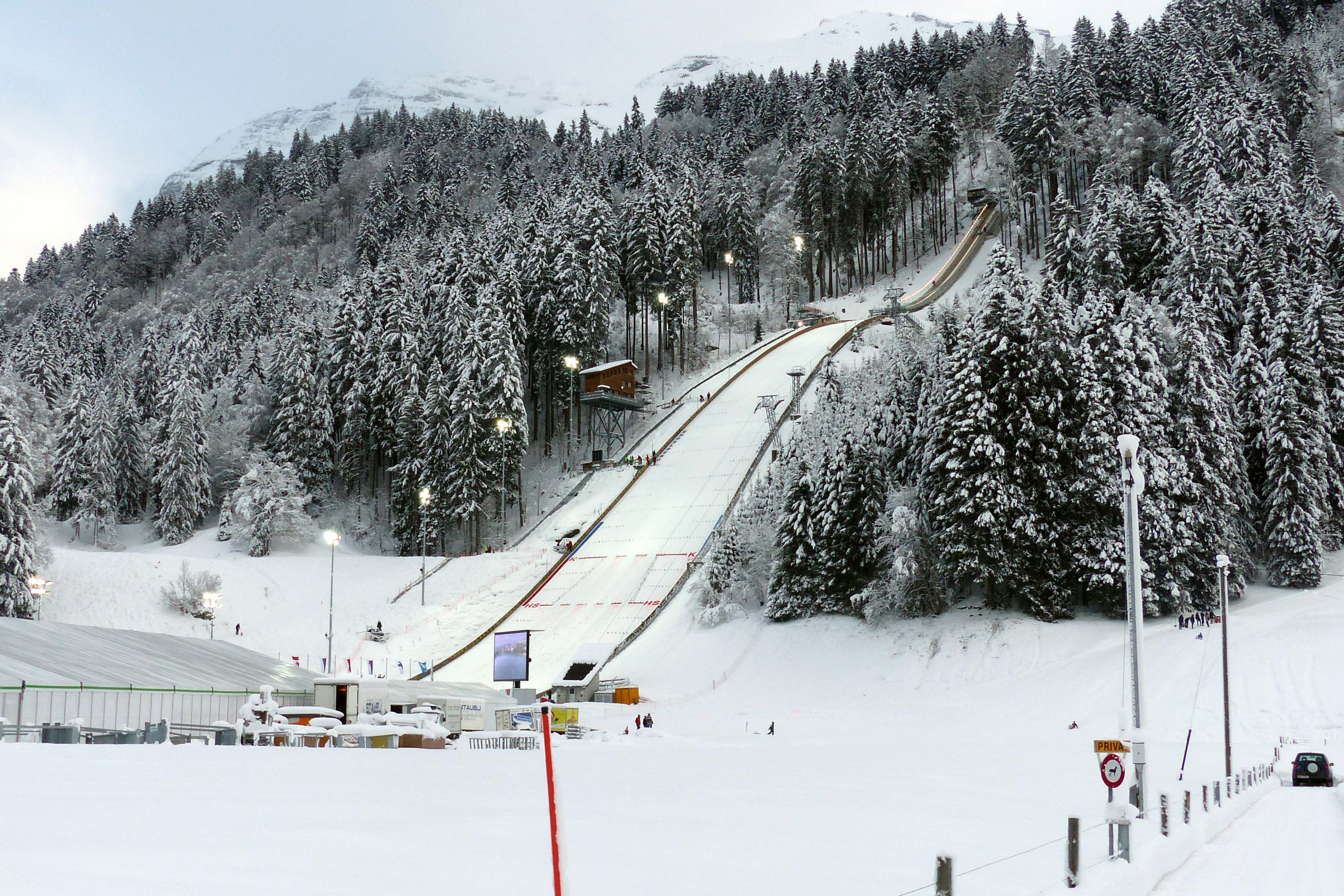
Il Gross-Titlis-Schanze

Stazione sciistica parte del comprensorio sciistico del Titlis attiva sia nello sci alpino sia nello sci nordico, è attrezzata con i trampolini per il salto con gli sci Klein- e Gross-Titlis-Schanze. Ha ospitato i Campionati mondiali di bob 1934, i Campionati mondiali di sci alpino 1938 e parte dei Campionati mondiali di sci nordico 1984, oltre a numerose tappe della Coppa del Mondo di salto con gli sci e ad alcune della Coppa del Mondo di sci di fondo. A Engelberg aveva sede la squadra di hockey su ghiaccio Schlittschuh Club Engelberg.